# Nubia Villacís
Nubia Magdala María Villacís Carreño (Chone, 18 de febrero de 1972) es una periodista ecuatoriana. En noviembre de 2017 asumió la presidencia del Consejo Nacional Electoral, lo que la convirtió en la primera mujer en presidir el Poder electoral en la historia de Ecuador.

## Biografía
Nació el 28 de febrero de 1972 en Chone, provincia de Manabí. Después de dejar su hogar inició estudios de profesora de educación básica, luego entró a la Universidad de Guayaquil, donde se graduó en 1998 como licenciada en comunicación social. Posteriormente obtuvo una maestría en comunicación y desarrollo en la misma universidad y un diplomado en asistencia electoral en la Universidad de Valencia.
Inició su carrera periodística en 1994 en Gamavisión, donde laboró como reportera del programa Código Rojo, en que se investigaban casos de corrupción. Luego pasó a trabajar en Ecuavisa y Teleamazonas, donde siguió dedicada al periodismo de denuncia. También laboró en SíTV, Radio Tropicana y Teleradio.
Posteriormente trabajó como asesora de comunicación y relacionista pública, colaborando durante las elecciones generales de 2006 en la campaña presidencial de la candidata Cynthia Viteri. En 2008 ingresó a trabajar como especialista de crédito en el Instituto Ecuatoriano de Crédito Educativo y Becas (IECE).

### En el Consejo Nacional Electoral
En 2011 decidió participar en el concurso de méritos y oposiciones para integrar el Consejo Nacional Electoral y obtuvo la segunda calificación más alta, por lo que asumió como vocal del mismo el 29 de noviembre del mismo año. Durante sus primeros años en el Consejo se enfocó en temas relacionados con la democracia intercultural, el voto facultativo y la participación política de la mujer.
En 2014 fue una de las encargadas de poner en marcha el plan piloto de voto electrónico, que finalmente no fue implementado a nivel nacional.
El 16 de enero de 2015 asumió la vicepresidencia del Consejo Nacional Electoral. Tuvo una relación áspera con el entonces presidente del organismo, Juan Pablo Pozo, a quien criticó por la suscripción de varios contratos.
El 30 de noviembre de 2017 fue nombrada por unanimidad como presidenta del Consejo Nacional Electoral, luego de la salida de Juan Pablo Pozo, quien renunció al Consejo al aseverar que había completado el periodo constitucional de 6 años en el mismo. Villacís se convirtió de este modo en la primera mujer en Ecuador en dirigir el Poder electoral.

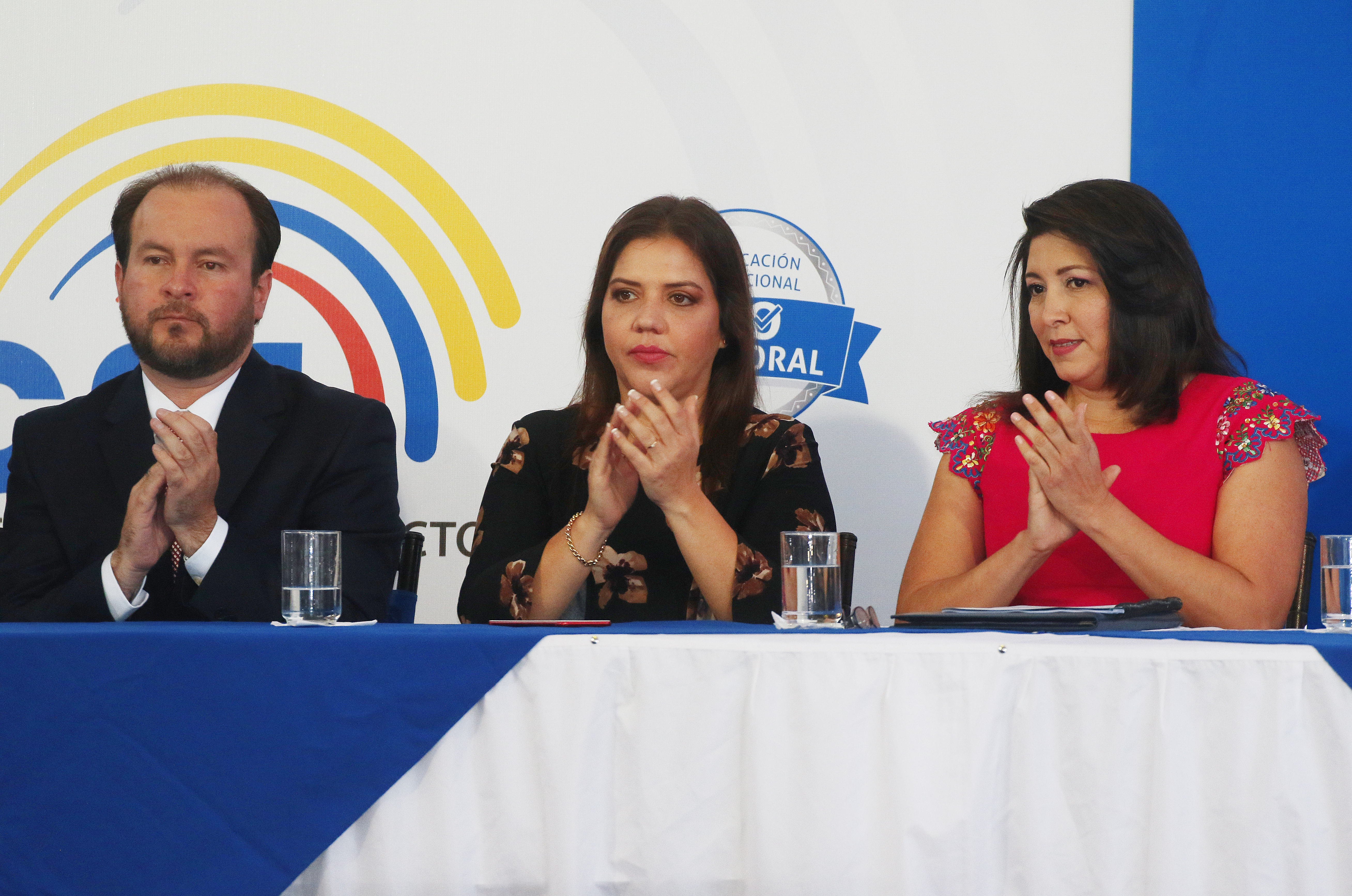
Nubia Villacís (derecha) durante la convocatoria a elecciones de 2018

Desde su cargo fue la encargada de llevar adelante el Referéndum constitucional y consulta popular de 2018.
El 17 de julio de 2018 fue cesada del cargo, junto al resto de vocales del Consejo Nacional Electoral, por el Consejo de Participación Ciudadana y Control Social (CPCCS), que aseveró que los vocales habían incumplido y abusado de sus funciones en casos como la disolución del Movimiento Popular Democrático y Ruptura 25, la negativa para permitir una consulta popular sobre la explotación petrolera en la reserva Yasuní y la no entrega de fondos partidarios al movimiento Pachakutik. Días después, Villacís emitió un comunicado en que acusó al CPCCS de vulnerar la seguridad jurídica del país y de abusar de su autoridad.